# Mati
Mati (tudi mama in ljubkovalno mami) je oseba ženskega spola, ki ima potomca in je pogosto v partnerskem razmerju z očetom svojega otroka. Večino enostarševskih (ali samohranilskih) družin sestavljata otrok in mati.
Vloga matere se je skozi zgodovino in v različnih kulturnih okoljih spreminjala. V sodobnem svetu je večina mater izobraženih in zaposlenih, kar spreminja njihovo vlogo v družini.